# Національна база даних вразливостей
Національна база даних вразливостей (англ. National Vulnerability Database, скорочення NVD) — інформаційна база даних вразливостей національного органу стандартизації США, Національного інституту стандартів і технології. В базі даних перелічені відомі вразливості та баги широковідомого програмного забезпечення, що можуть бути використані хакерами для несанкціонованого проникнення до комп'ютерних мереж підприємств та організацій, або несанкціонованого доступу до захищеної інформації.